# Wincenty Pol
Pour les articles homonymes, voir Pol.
Wincenty Ferreriusz Jakub Pol, né le 20 avril 1807 à Lublin et mort 2 décembre 1872 à Cracovie, est un poète et ethnographe et géographe polonais.

## Biographie
Le père de Wincenty Pol, Franciszek Pohl est allemand originaire de Varmie. Cet ancien professeur à l'École des cadets de Varsovie est anoblie en 1815 et devient Poll von Pollenburg. À la naissance de Wincenty, il est fonctionnaire autrichien et travaille au tribunal de Lublin. Sa mère, Eleonora, est une fille de François Longchamps de Bérier, maire de Lwów. Peu après la naissance de Wincenty, la famille déménage de Lublin à Lwów où, après un lycée, Wincenty s'inscrit à la Faculté de philosophie de l’université de Lwów. Il s’instruit également au collège jésuite à Tarnopol. En 1830, il devient enseignant de langue et littérature allemandes à l'université de Vilna. Le futur poète commence à utiliser la version polonisée de son nom, Pol, pendant le soulèvement de novembre 1830 lorsqu'il se bat aux côtés des insurgés en tant que cadet du 10e régiment d'Uhlans lituaniens. Blessé, il est promu lieutenant et décoré de l'ordre Virtuti Militari pour son héroïsme sur le champ de bataille. Après la chute de l'insurrection, son corps lituanien est contraint de traverser la frontière prussienne et de déposer les armes. Il est alors interné au monastère franciscain de Brodnica. Plus tard, en tant qu'envoyé du général Józef Bem, il aide les insurgés persécutés à émigrer. Il séjourne à Leipzig, Dresde et en France. À Dresde, il rencontre Adam Mickiewicz, qui encourage le jeune poète à écrire.

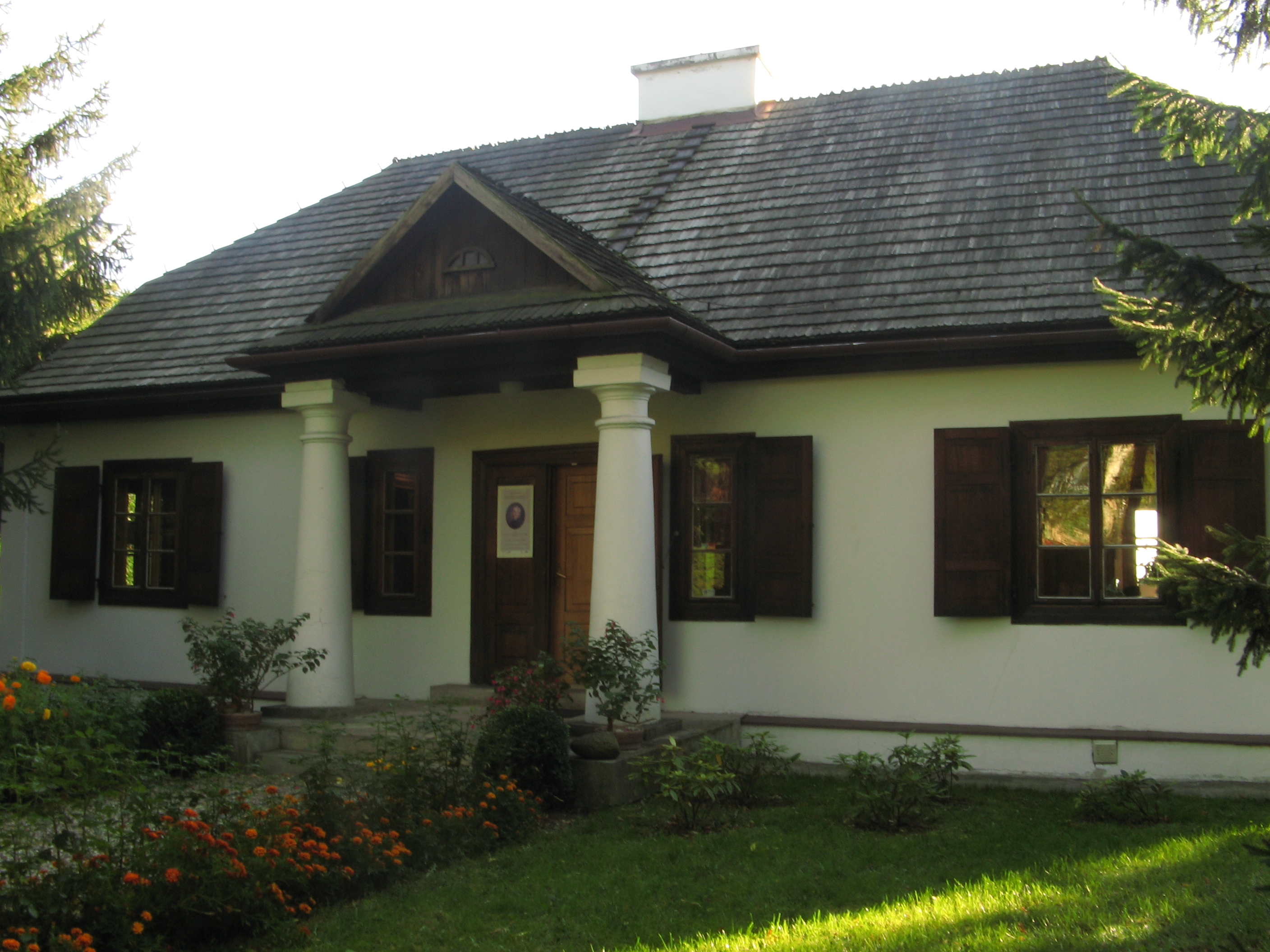
Le manoir de Wincenty Pol près de Lublin, aujourd'hui son musée

De retour au pays en 1831, il s'engage dans le mouvement patriotique aux côtés du prince Franciszek Ksawery Krasicki (pl) avec qui il se lie d'amitié. Devenant plus conservateur, il rejoint plus tard le Comité patriotique de Lwów où il côtoie le poète. Dans la clandestinité, il se rapproche de Seweryn Goszczyński (pl). Craignant d'être arrêté, Pol passe plusieurs mois à Zakopane. C'est de cette période que date sa fascination pour les monts Tatras. En 1837, il épouse son amour de jeunesse Kornelia Olszewska.
En 1839 il s'installe dans le chateau de Lesko, la propriété du prince Krasicki, son ami et protecteur. Enfin, un an plus tard, il s'installe dans sa propre propriété à Glinik Mariampolski près de Gorlice, financée pour lui par le comte Tadeusz Skrzyński (pl). Là-bas, en plus de son travail dans l'école pour femmes nobles, il s'occupe pendant 6 ans de la recherche scientifique dans le domaine de la géographie et de l'ethnographie. Il voyage beaucoup pour explorer et décrire les régions de Carpates, Pokucie, Volhynie, Polésie, Grande-Pologne, Cujavie et même Poméranie. 
Pendant la révolte paysanne (en) de Jakub Szela (pl) qui secoue la Galicie en 1846, avec une vague de violence inouïe, des attaques contre les domaines seigneuriaux et des massacres de propriétaires terriens, Wincenty Pol frôle la mort, son épouse Kornelia est traînée par terre, battue et blessée avec une faux sous les yeux de ses enfants. Wincenty Pol est lui-même est sévèrement battu par des paysans qui, avec le soutien des Autrichiens, l’emmènent en prison à Jasło, où il passe plusieurs mois. Son domaine et ses manuscrits - le résultat de neuf ans d'études et de voyages - sont brûlés. Après un an, Pol est expulsé vers Lwów sous prétexte qu'il aurait participé aux préparatifs au soulèvement de Cracovie. À Lwów, Pol trouve un travail comme éditeur chez Ossolineum. Cette douloureuse expérience et la profonde déception n’ébranle pas la foi de Pol mais le détourne durablement du peuple dans lequel il ne voit désormais qu'une effroyable meute. Il devient conservateur anti-paysan et anti-démocratique.
Dépourvu de ses moyens de subsistance, il donne des cours particuliers, tente de vivre de sa plume. En 1849, il s'installe à Cracovie, où l'université Jagellonne lui offre la chaire de géographie. L'incendie dramatique de Cracovie en 1850 est un autre drame qui affecte beaucoup le poète qui s'emploie ensuite à documenter et décrire les monuments pour permettre leur reconstruction. Trois ans plus tard, il perd son poste, avec trois de se collègues, pour sa déloyauté présumée envers occupant autrichien. En 1855, le choléra emporte la femme de Pol et le laisse seul avec leurs enfants. 

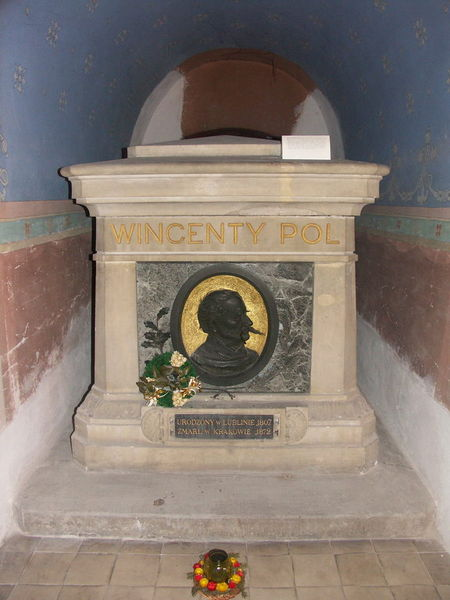
Tombe de Wincenty Pol dans la crypte des grands hommes de l'église Skałka

Dans les années 1860-1867, il vit successivement à Przemyśl, Skołoszów et Lwów. En 1867, il revient à Cracovie, où il participe activement à la vie culturelle. Bien qu'il soit déjà atteint de cécité, il n'interrompt pas son travail littéraire et en 1872, il devient membre de l'Académie des connaissances de Cracovie. Il meurt en décembre de la même année et est enterré à l'église Skałka dans la crypte des grands hommes polonais.

## Œuvre
Wincenty Pol est considéré comme le maître des contes romantiques. Il est également l'auteur des poèmes très populaires de son vivant : Chants de Janusz (Pieśni Janusza, 1835), nommés ainsi en l'honneur de son frère d'armes et ami, le prince Janusz Czetwertyński. Il s'agit d'un recueil de chants populaires et patriotiques, nés de l'expérience de l'insurrection. Ce sont à la fois des poèmes lyriques et des récits qui disent la souffrance de la guerre et de l'exil, pleurent la défaite et exhalent le l'amour de la patrie. Au fil des années, Wincenty Pol devient  le chantre des traditions de la noblesse polonaise et du passé sarmate dont témoignent le poème Chants de notre terre (Pieśń o ziemi naszej écrit en 1835 et publié en 1843), ses Mémoires de J. M. Benedykt Winnicki  (1839) et son épopée chevaleresque Mohort (1854). 
Mohort, autrefois célèbre, aujourd'hui injustement oublié, est à l'époque de l'occupation de la Pologne par les puissances voisines, aussi lu et apprécié de ses compatriotes que l'épopée nationale Pan Tadeusz d'Adam Mickiewicz. Ce poème raconte l'histoire de Szymon Mohort, un chevalier polonais, défenseur dévoué et infatigable de la foi et de la patrie du temps du dernier roi de Pologne, Stanisław August Poniatowski, mort héroïquement en 1792 à Bruszków, lorsqu'il couvrait la retraite du général Wielhorski pendant la guerre contre la Russie. Le contexte historique du poème s'étend de la guerre suédoise de 1709 jusqu'à la bataille de Leipzig en 1813, dans laquelle le prince Józef Poniatowski trouve la mort en sauvant la vie à Napoléon. La partie centrale et la plus dramatique du poème se réfère aux derniers moments de l'existence de la république des Deux Nations. 
Wincenty Pol est également un explorateur et chercheur émérite des Carpates (Un coup d'œil sur le versant nord des Carpates, 1851), promoteur la géographie et de l'ethnographie, premier titulaire de la chaire de la géographie à l'université Jagellonne de Cracovie.